# Ozero Lesjno (sjö i Belarus, lat 55,72, long 29,29)
Ozero Lesjno (ryska: Озеро Лешно) är en sjö i Belarus.   Den ligger i voblasten Vitsebsks voblast, i den norra delen av landet, 230 km nordost om huvudstaden Minsk. Ozero Lesjno ligger 143 meter över havet. Arean är 0,14 kvadratkilometer.
I omgivningarna runt Ozero Lesjno växer i huvudsak blandskog. Runt Ozero Lesjno är det ganska tätbefolkat, med 72 invånare per kvadratkilometer.